# 佐久間盛政
佐久間盛政（1554年？—1583年7月1日）是日本戰國時代至安土桃山時代的武將。織田氏家臣。父親是佐久間盛次。母親是柴田勝家的姐姐（『寬政重修諸家譜』。一說是妹妹）。

## 生平

### 織田家臣時期
在天文23年（1554年）於尾張御器所（現今名古屋市昭和區御器所）出生。幼名是理助（理介）。
永祿11年（1568年），參與觀音寺城之戰（此戰為初陣）。元龜元年（1570年），進攻越前國手筒山城，並參與野洲河原之戰。天正元年（1573年），參與槙島城之戰。在許多戰事中立下戰功。
天正3年（1575年），在叔父柴田勝家被賜予越前一國後，成為勝家的與力，擔任柴田軍的先鋒。此後，在與北陸的一向一揆等的戰鬥中，亦立下戰功，受織田信長賜予感狀。
天正5年（1577年），在越後國的上杉謙信開始南下時，被信長派遣到加賀國，並在御幸塚（現今石川縣小松市）築起城砦，負責守備（『信長公記』）。

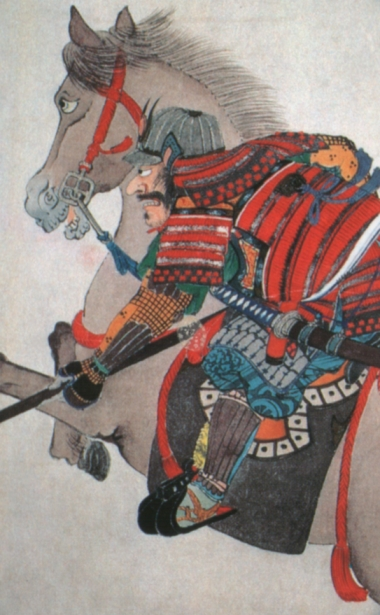
佐久間盛政鳥越城奪回馬上畫像
（建勲神社藏）

天正8年（1580年）6月，在鳥越城之戰中，於兩次敗北後，織田軍在11月攻陷加賀一向一揆的尾山御坊。成為加賀金澤城初代城主，被賜予加賀半國的支配權。
天正9年（1581年），在勝家赴往安土城時，上杉景勝等乘機侵入加賀，並攻陷白山城（舟岡城）。此時，前往救援，在城池已被攻陷的情況下，擊破上杉軍。翌年（1582年），能登國的溫井景隆等因為景勝的煽動而起兵，在荒山城死守時，受前田利家邀請，於是前往救援，並擊殺景隆等（荒山合戰）。
天正10年（1582年）6月2日，在本能寺之變當日，跟隨勝家攻擊上杉家的越中國松倉城。在勝家率軍往越前撤退，並打算討伐明智光秀而上洛時，向勝家說明情勢，於是勝家放棄上洛（『村井賴重覺書』。不過此説成疑）。

### 賤岳之戰

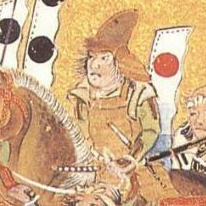
『賤岳合戰圖屏風』

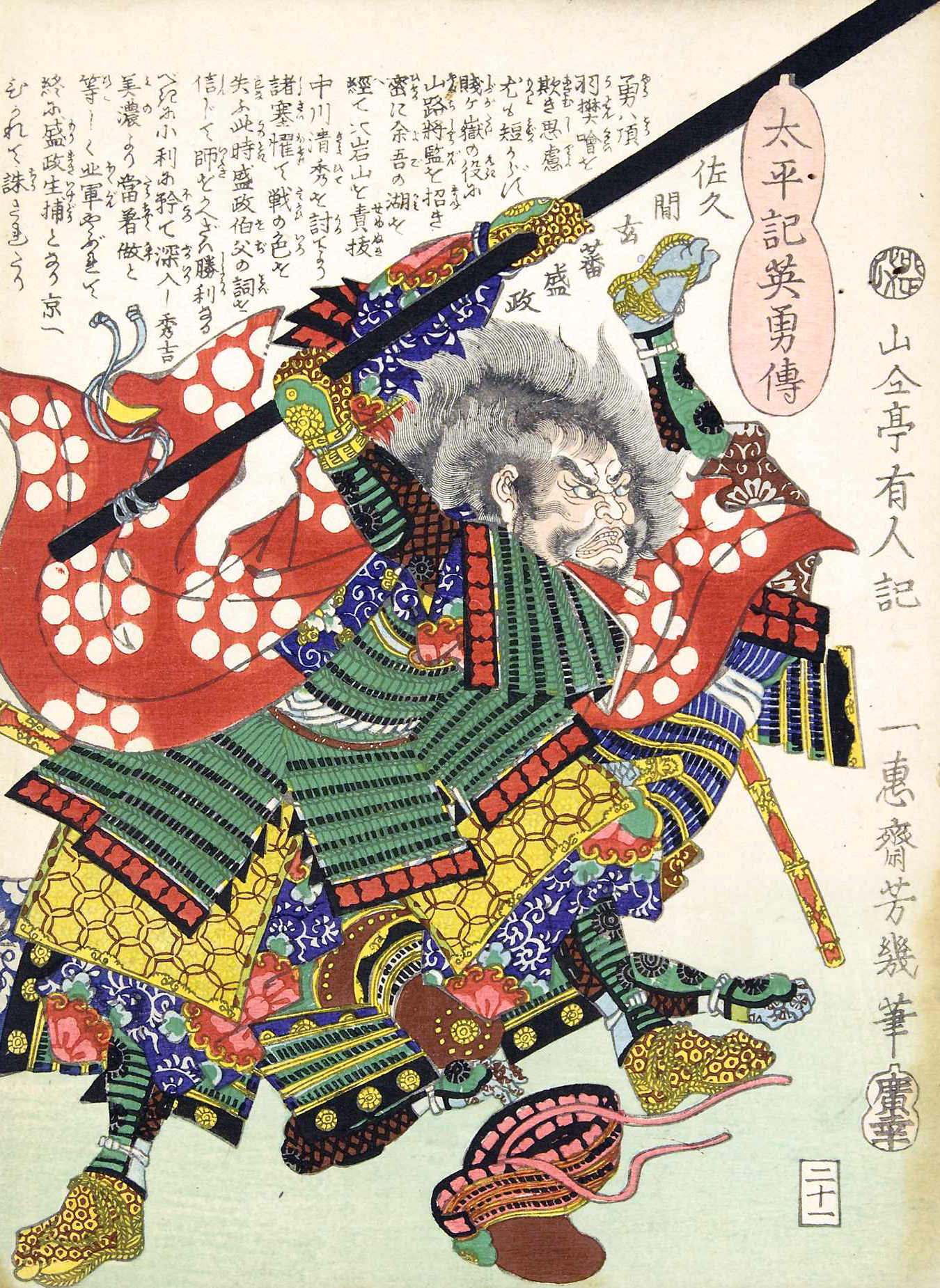
『太平記英勇傳二十一　佐久間玄蕃盛政』
（落合芳幾畫）

勝家在清洲會議後，與羽柴秀吉對立，天正11年（1583年），雙方在近江國余吳湖畔對陣。最初雙方有展開持久戰之勢，在從兄弟柴田勝豐（勝家的養子）投向秀吉一側後，勝豐的家臣山路正國秘密前來陣中，並傳達秀吉正前往大垣。

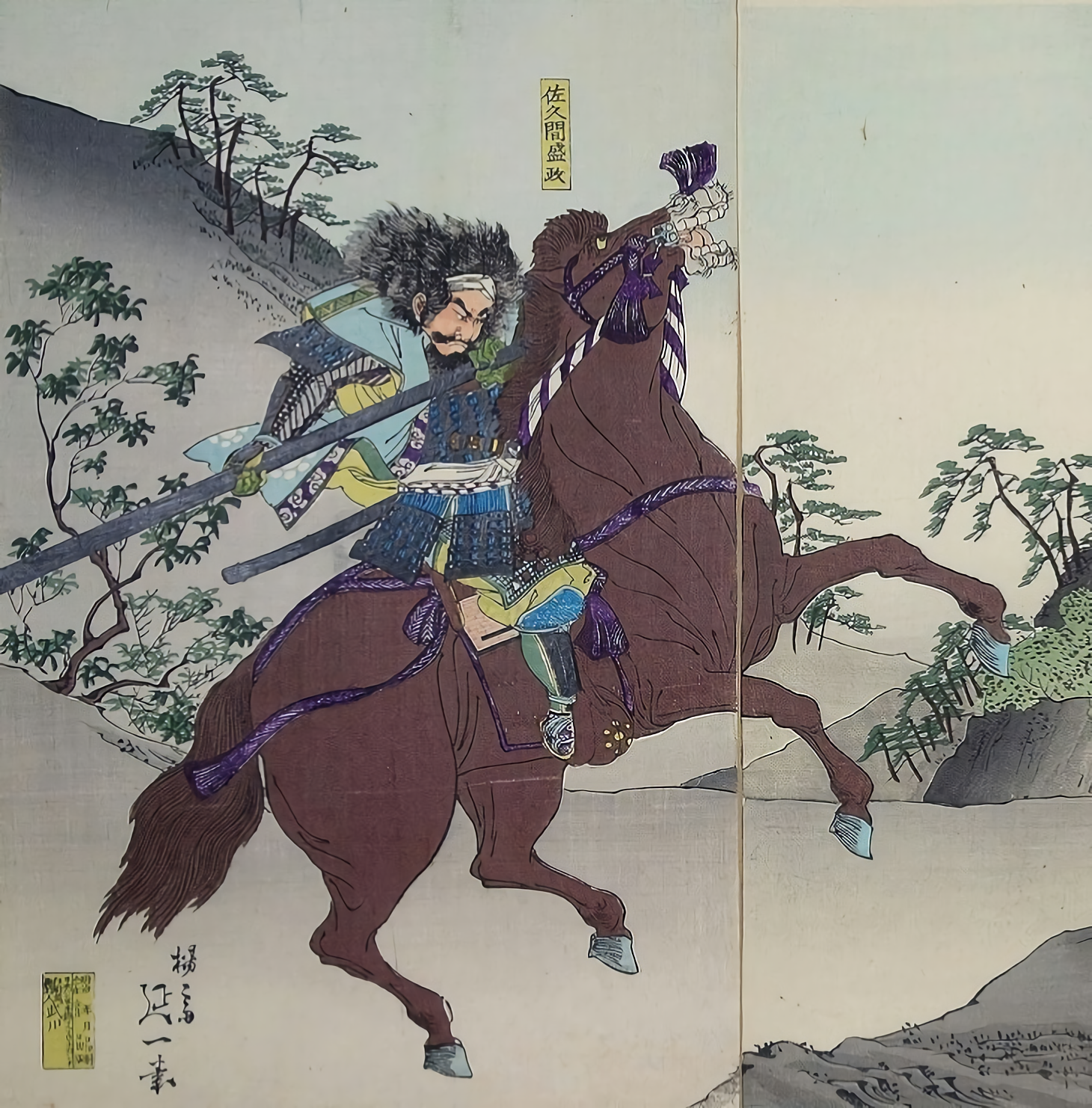
『佐久間盛政秀吉ヲ襲フ』（部分）
（楊齋延一畫）

得到這個情報後，佐久間盛政向柴田勝家提議急襲中川清秀的陣地，起初勝家反對，但是最終妥協，條件是「攻陷城砦後立即回來」。佐久間盛政在大岩山殺死中川清秀後，準備攻向羽柴秀長的陣地，並向守備賤岳砦的桑山重晴命令「降伏並讓出城砦」，桑山則回答「不抵抗，不過希望能等到日落」，此時賤岳砦的陷落似乎無法避免。
然而，以船渡過琵琶湖的丹羽長秀軍登陸，並與本應在日落時從城砦退去的桑山隊會合，導致佐久間盛政欲攻佔賤岳砦以加強攻勢的作戰失敗（『柴田退治記』）。而羽柴秀吉也命令早先就佈置好的部隊以強行軍的方式返回戰場（美濃大返），深入敵陣的佐久間盛政軍遂被包圍，在前田利家等部隊撤退後，佐久間盛政軍與柴田勝家本陣的聯繫被切斷。
結果，勝家軍被秀吉軍大敗，自身則逃往加賀國。

### 最後
在逃走途中，在越前國府中附近的中村山中，被鄉民捕獲，在明白自己命數已盡後，提出與秀吉對話的要求（而引渡的鄉民卻立即被處刑）。在引渡途中，被淺野長政嘲問「被稱為鬼玄蕃的你，為什麼戰敗後還不自殺呢」（鬼玄蕃とも言われたあなたが、なぜ敗れて自害しなかったのか），但是盛政回答「源賴朝公被大庭景親擊敗時，躲進樹洞並逃走，最後不是成就了大事嗎」（源頼朝公は大庭景親に敗れたとき、木の洞に隠れて逃げ延び、後に大事を成したではないか），這個回答令到周圍的人相當感慨。
雖然得到秀吉賞識，並承諾在平定九州後，賜予肥後國。不過以無法忘記信長和勝家的大恩為由拒絕，並說「如果得生並見到秀吉殿的話，我一定會殺死閣下吧。請賜下死罪」（生を得て秀吉殿を見れば、私はきっと貴方を討ちましょう。いっそ死罪を申し付けて下さい）。於是秀吉放棄說服，並命令使用保留武士名譽的切腹，不過提出希望以敗軍之將的身份被處刑，因此對秀吉說「可以的話，讓我乘車，並向上下的人們看見我受綑綁的樣子，從一條的十字路向下京遊街示眾，這樣就好了。如此一來，秀吉殿的威光亦會響徹天下吧」（願わくば、車に乗せ、縄目を受けている様を上下の者に見物させ、一条の辻より下京へ引き回されればありがたい。そうなれば秀吉殿の威光も天下に響き渡りましょう）（『川角太閤記』）。秀吉得知這個要求後，贈送小袖二重。因為不喜歡花紋和款式，提出「往死的衣裝應該像在戰場的大指物一樣，鮮明顯眼才好。這樣才會讓盛政想死」（死に衣装は戦場での大指物のように、思い切り目立ったほうがいい。あれこそ盛政ぞと言われて死にたい），希望得到染上大紋的紅色廣袖，而裡面則是使用紅梅的小袖，秀吉對此說「直到最後還不忘武者之心的人哦。好吧好吧」（最後まで武辺の心を忘れぬ者よ。よしよし），於是賜予新的小袖。
此後，隨著秀吉在京都市中乘車遊街示眾，此時「年齡三十，為了一看聞名於世的鬼玄蕃，貴賤上下站在馬車道上，男女並立觀看。盛政一面以怒目環顧，一面前行」（年は三十、世に聞こえたる鬼玄蕃を見んと、貴賤上下馬車道によこたわり、男女ちまたに立ち並びこれを見る。盛政睨み廻し行く）（『佐久間軍記』），被帶到宇治槙島後，被斬首。享年30歲（有異說）。秀吉到最後仍感到可惜，在遊行時，秘密遞上短刀，令自己至少能像武士一樣切腹，不過予以拒絕，並從容往死。戒名是英伯善俊大禪定門。
辭世句為。

## 死後

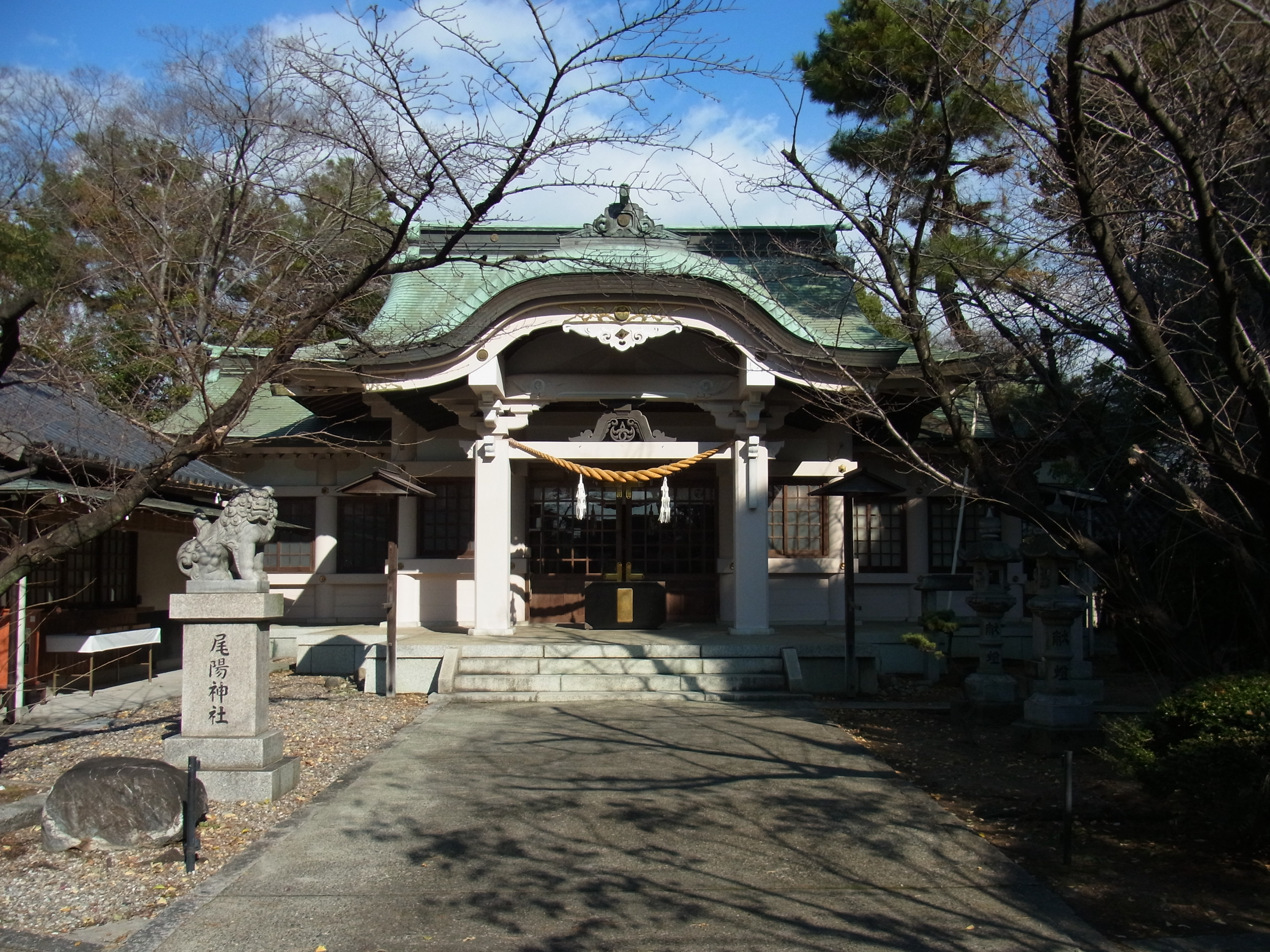
尾陽神社（御器所西城址）

有一名叫虎姬的女兒，成為盛政的義弟新庄直賴養女，後來因為秀吉的命令，嫁予中川清秀的次男秀成，成為豐後國岡藩藩主的夫人。因此，菩提寺是大分縣竹田市的英雄寺。
在虎姬死後，秀成因為虎姬的遺願，令五男勝成復興自家，其子孫在大分市存續至今。
另外，還有其他子孫繼承家名，並成為尾張德川家的家臣（『士林泝洄』、『尾張群書系圖部集』、『尾張國諸家系圖』）。虎姬的女兒誕下的兒子中，以重行為初代，一直存續至重直、重勝、重賢、重豐、雅重。在京都所司代板倉重宗和信濃國長沼藩藩主佐久間勝之（弟弟）的幫助下，第2代的重直擔任上州安中、坂元兩所奉行。在雅重一代，由佐久間氏恢復為本姓三浦氏，此後斷絕。

## 人物、逸話
- 因為勇猛，被稱為鬼玄蕃、夜叉玄蕃，受人恐懼。
- 在『佐久間軍記（日语：佐久間軍記）』中，記載為「身長六尺」（約182cm）。不論數値的真偽，可知是一位巨漢。
- 被『尾張武人物語』評價為「在尾張出生的猛將猛卒之中，若要探其強將，如佐久間盛政，當被推為其中第一的人」（尾張が生んだ猛将猛卒のうち、強い武将を以ってその人を求めるなら佐久間盛政如きは、その随一に推されるべき人である）。

## 登場作品
小說
- 賤岳之鬼神 佐久間盛政（毎日新聞社、楠戶義昭（日语：楠戸義昭）著）
- 鬼玄蕃與虎姬―初代金澤城主・佐久間盛政（佐伯印刷、櫻田啓著）
- 毒蛾之舞（講談社、伊東潤（日语：伊東潤）著）
- 賤岳之鬼（中央公論新社、吉川永青（日语：吉川永青）著）
- 攻防・金澤御堂（北國新聞、吉原實著）

影視劇
- 太閤記（日语：太閤記 (NHK大河ドラマ)）（1965年、NHK大河劇、演：生井健夫）
- 新書太閤記（日语：新書太閤記#新書太閤記（NETテレビ））（1973年、NET、演：門岳七郎）
- 德川家康（1983年、NHK大河劇、演：溝呂木但）
- 豐臣秀吉 獲取天下！（日语：豊臣秀吉 天下を獲る!）（1995年、TX、演：愛川周平）
- 秀吉（1996年、NHK大河劇、演：遠藤憲一）
- 利家與松（2002年、NHK大河劇、演：鈴木祐二（日语：神尾佑））
- 功名十字路（2006年、NHK大河劇、演：宍戶勝（日语：宍戸マサル））
- 太閤記 獲取天下的男人・秀吉（日语：太閤記〜天下を獲った男・秀吉）（2006年、EX、演：山內敏男（日语：山内としお））
- 江~公主們的戰國~（2011年、NHK大河劇、演：山田純大）
- 清須會議（日语：清須会議 (小説)#映画）（2013年、東寶、演：松永一太）
- 軍師官兵衛 （2014年、NHK大河劇、演：松原正隆）

## 外部連結
- 武家家伝＿佐久間氏（页面存档备份，存于）